# Brian Fitkin
Brian William Fitkin, född i London (England), är en brittisk karateutövare, som är Chefsinstruktör på Stockholms Kyokushin Karate Klubb, och som sedan 1970-talet varit aktiv i Sverige.
1965 började Fitkin träna karate på en klubb i södra London. Han inledde sin tävlingskarriär redan som 10:e kyu (grad), och placerade sig då på andra plats i brittiska juniormästerskapet. 1967, då han bara nått 6:e kyu, var han kapten för det segrande brittiska laget vid EM i London. 1967 kom han också på andra plats i British Open lagmästerskap, och vann Open British Championship individuellt.
1969 reste Fitkin till Japan för att träna för Sosai Mas Oyama. Under sin tid i Japan deltog han i det första All-Japan Open Full-Contact Championship men blev diskvalificerad i kvartsfinalen. När han lämnade Japan hade han nått graden Sandan (3:e dan).
1971 reste han runt i Europa och instruerade vid olika klubbar. 1974 flyttade han till Sverige för att instruera vid Stockholms Karate Kai. Det brittiska laget, där Fitkin ingick, vann 1975 VM i USA efter att ha besegrat Japan i finalen. Vid EM i Iran 1976 vann han både den individuella tävlingen och lagtävlingen. Därefter upphörde Fitkin med tävlande och har varit verksam som instruktör vid sin egen klubb i Stockholm. En av de som tränat hos Fitkin är Dolph Lundgren.
Fitkin är även aktiv som domare vid nationella och internationella karatemästerskap och är medlem av World Karate Organisation Shinkyokushin, i dess tekniska kommitté och graderingskommitté.
År 2017 tilldelades Fitkin graden 8:e dan.  Ingen (nu levande) person har haft en högre grad inom Kyokushin. 

## Privatliv
Fitkin är gift. 